# Eilif Peterssen
Eilif Peterssen (4. september 1852 i Christiania – 29. december 1928 i Bærum i Norge) var en norsk tegner og maler. 
Han arbejdede i tidlige år med aftegning af segl. Han blev opfordret til at studere af Hans Gude og Peter Christen Asbjørnsen. Uddannet ved Den kongelige Tegne- og Kunstskole i Christiania 1866-1870, og korte ophold hos Knut Bergslien og Morten Müllers malerskole. Eilif Peterssen kom som ung til København på C.V. Nielsens tegneskole og gik her sammen med Frits Thaulow og Michael Ancher, og Kunstakademiet, som han dog forlod til fordel for tyske akademier. Peterssen uddannede sig som historiemaler. Peterssen tilbragte vinteren 1880 i Sora nord for Rom sammen med P.S. Krøyer. I sommeren 1883 traf han atter Krøyer i Skagen, hvor han sammen, Christian Krohg, Wilhelm Peters, Oscar Björck samt Anna og Michael Ancher dyrkede friluftsmaleriet. Med denne baggrund i europæisk og nordisk maleri flyttede Peterssen hjem til Norge og bidrog afgørende til udviklingen af en selvstændig norsk kunst.
Han er på Skagens Museum portrætteret i selvstændigt to værker, dels af P.S. Krøyer i 1883 til portrætfrisen i Brøndums spisesal, dels af Laurits Tuxen i 1905/1908. Derudover optræder han bl.a. i Krøyers Ved frokosten. 1883 (Brøndums spisesal, Skagens Museum), ligesom at han oprindeligt var tiltænkt en plads i samme kunstners store gruppebillede Hip hip hurra! (Göteborgs konstmuseum).

## Galleri
- Kvinne (1877)
- Jeger i skogen ved Ask (1884)
- Laksefiskeren (1889)
- Eilif Pettersens portrett av komponisten Edvard Grieg (1891)
- Sandø (1894)
- Henrik Ibsen (1895)
- «Kongen let setje prestane ned i skipsbåten» fra Magnus Blindes og Harald Gilles saga. Illustrasjon av Eilif Petersen til praktutgaven av Snorres kongesagaer ( 1899)
- Sandø (1899)
- Eilif Petersens Fra Sevilosen ved Savalen (1907)
- Anemoner (1924)
- Kongevåpenet fra 1905 med skjold og krone som tilsvarer riksvåpenet 1905